# Баклан бронзовий
Баклан бронзовий (Leucocarbo chalconotus) — вид сулоподібних птахів родини бакланових (Phalacrocoracidae).

## Поширення
Phalacrocorax chalconotus є ендеміком Нова Зеландія. Гніздиться на Південному острові від узбережжя Північного Отаго на південь до протоки Фово, і на острові Стюарт. У загальному, відомо 9 колоній, в колоніях 10-500 пар. Загальна чисельність виду, за різними оцінками, становить 3000-8000 птахів.

## Опис
Великий, чорний-білий баклан. Завдовжки до 68 см, вагою 2,9 кг. Чорна голова, верхня сторона тіла з білою плямою на крилах, яку видно, коли крила складені. Біле черево. Рожеві ноги.

## Спосіб життя
Баклан гніздиться на невеликих острівцях та скелястих виступах. Будує гніздо з гілок, водоростей і гуано, 0,5 м в діаметрі. Харчується рибою і морськими безхребетними.